# E Band (banda)
E Band foi um banda estadunidense de rock que atuou no cenário da música underground cristã no início dos anos 70 em meio à efervescência do Jesus Movement.
Nesse período, a banda viajava sempre e evangelizava em faculdades, escolas, prisões, parques ou em qualquer outro lugar aonde pudessem falar sobre Jesus através da música. A letra E no nome da banda é uma alusão ao nome Emanuel‎ (do hebraico, que significa "Deus Conosco"), sendo também que o E é a quinta letra do alfabeto, uma alusão ao número de membros da banda. 
Apesar da razoável notoriedade que o grupo obteve na época, a E Band nunca lançou oficialmente um disco, chegando apenas a participar da gravação de um lp duplo intitulado Because I Am em 1973, lançado pela extinta gravadora Clear Light Productions.
Em 1981, oito anos após a extinção da E Band, a música The Coloring Song, de autoria do baterista Dave Eden, foi regravada pela banda Petra no álbum Never Say Die, alcançando grande sucesso nas rádios cristãs da época.[carece de fontes?]
No fim da década de 90, Dave Eden e o guitarrista Joe Grier ainda contribuem com algumas de suas composições para o repertório do álbum No Room in the Middle de Greg X. Volz.
Entre 2010 e 2011, foram lançados três títulos especiais até então inéditos, contendo gravações históricas da banda.
Em 2011, E Band se reuniu pela primeira vez em 38 anos para um show especial no Cornerstone Festival, realizado em Bushnell, Illinois.

## Discografia
- (1973) - Because I Am
- (2010) - The E Files Vol. I (1970-1972): Live Bootleg
- (2010) - Christmas Carols (Live 1972)
- (2011) - The E Files Vol. 2 (1972-1973): Jesus Days (Live & In Studio)